# Modularfield
Modularfield ist ein Künstlerkollektiv und Independent-Label aus Köln.

## Geschichte
Modularfield wurde von Aktivisten der stilübergreifenden, DJ- und Elektronika-Szene der späten 2000er Jahre initiiert. Die Zentrale von Modularfield befindet sich in Köln-Mülheim und dient als zentraler Anlaufpunkt für die jeweiligen Künstler.
Mit einer Mischung aus lokalen und internationalen Künstlern ist das Label in allen Genres des elektro-akustischen Klangspektrums präsent. Dazu zählen Spielarten, wie UK Garage, Electro, Krautrock, aber auch Neue Musik, Soundtrack und Ambient. Alle Künstler verbindet die Affinität zum Sounddesign und ein Faible für Hardware, wie z. B. dem stilbildenden Modularsystem.

## Form der Veröffentlichungen
Alle Veröffentlichungen werden künstlerisch von Modularfield begleitet und im Rahmen einer in sich geschlossenen Labelidentität präsentiert. Das Mastering wird in der Regel durch Lopazz realisiert, wodurch ein homogenes Klangbild geschaffen wird. Kernelemente der Interdisziplinären Veröffentlichungen sind die limitierten Editionen von Vinyl und Kassette, die zum Teil in Handarbeit, unter anderem in Siebdruck-Technik, gefertigt werden. Teil des Konzepts ist ein jährliches Showcase im Rahmen der Cologne Music Week. Einzelne Veröffentlichungen weisen zudem visuelle Elemente, wie Musikvideos, auf. Herauszustellen ist hierbei Death Trap – Taste of Future von Boris Dörning. Genanntes Video wurde als Vimeo Staff Pick ausgezeichnet und in den Katalog der AG Kurzfilm aufgenommen. Ausstrahlungen erfolgten auf ARD One, im Bayerischen Rundfunk und im Hessischen Rundfunk im Rahmen von Frischfilm, zudem auf dem goEast Festival of Central and Eastern European Film.
Alle Releases sind jeweils auch in digitaler Form vorhanden. Der Vertrieb erfolgt u. a. durch Rough Trade Distribution Deutschland. Veröffentlichte Schallplatten des Labels werden in der Deutschen Nationalbibliothek bereitgehalten. Das Label ist Mitglied der GVL und des VUT.

## Veröffentlichte Künstler
- Amparo
- Ann Annie
- An On Bast
- Bulla Fey
- Chogori
- Death Trap
- Dapayk & Pattberg (Dapayk & Eva Padberg)
- Desmond Denker[14]
- Dyrtbyte
- Emme
- Emseatee
- Flourish Fill
- Goddess
- HHNOI
- Inky Timez
- Kana Wakareno
- Karl Koch
- Keosz
- LLLL
- Lucid Grain (Martha Plachetka & Anatol Locker)
- Main Engine
- Moxi Martinez
- Nathan Moody
- Noah Pred
- Osea Merdis
- Panic Girl
- Piksel
- Popnoname
- Rachel Palmer
- Repeat Orchestra (Stefan Schwander)
- Reverbal Sign
- Robot Koch
- Salkinitzor
- Shiro Schwarz
- Stillhead
- Studio Rauschenberg
- Surkid
- Skyence
- Stiver
- The Empath
- Vague Contrast
- Andy Vaz